# 久留米鉄道事業部
久留米鉄道事業部（くるめてつどうじぎょうぶ）とは、福岡県久留米市の久留米駅構内にある九州旅客鉄道（JR九州）の事業部の一つ。本社鉄道事業本部が直接管理している。
2001年（平成13年）に一旦は北部九州地域本社の管轄となったが、2010年（平成22年）に再度本社直轄に戻った。

## 管轄路線
※ 管轄境界駅については、久留米鉄道事業部が管理を担当している駅を記載している。
- 久大本線（久留米 - 豊後三芳間[2]。ただし、久留米駅は本社直轄）

## 歴史
- 1999年（平成11年）6月1日 - 久留米鉄道事業部発足[2][3]。

## 久留米運輸センター
久留米鉄道事業部久留米運輸センター（くるめてつどうじぎょうぶくるめうんゆセンター）は、鹿児島本線久留米駅構内にある九州旅客鉄道（JR九州）本社管轄の乗務員基地である。運転士のみの配置となっている。（車掌は博多車掌区、長崎乗務センター、大分車掌センターが担当する。）

### 乗務員乗務範囲
- 鹿児島本線（博多 - 大牟田間）
- 長崎本線（鳥栖 - 肥前浜間）

※ 江北 - 肥前浜間は、2020年3月ダイヤ改正から乗務開始。
- 佐世保線（江北 - 早岐間、臨時列車に限る）
- 久大本線（久留米 - 日田間）